# Мелихово (Дмитровский городской округ)
Мелихово — деревня в Дмитровском районе Московской области, в составе Сельского поселения Костинское. Население — 28 чел. (2010). До 2006 года Мелихово входило в состав Гришинского сельского округа.

## Расположение
Деревня расположена в юго-восточной части района, примерно в 15 км на юго-восток от Дмитрова, у истоков безымянного запруженного ручья бассейна реки Яхромы, высота центра над уровнем моря 188 м. Ближайшие населённые пункты — примыкающий на юго-востоке посёлок Новое Гришино и Лотосово в 0,5 км на юг.

## Население
| 2002 | 2006 | 2010 |
| ---- | ---- | ---- |
| 13   | ↘11  | ↗28  |